# USS Makin Island (LHD-8)
El USS Makin Island (LHD-8), es un buque de asalto anfibio multipropósito clase Wasp de la Armada de los Estados Unidos, es el segundo buque en ser nombrado en honor a la isla Makin, objetivo de los Marine Raiders al comienzo de la participación de Estados Unidos en la Segunda Guerra Mundial. 

## Características

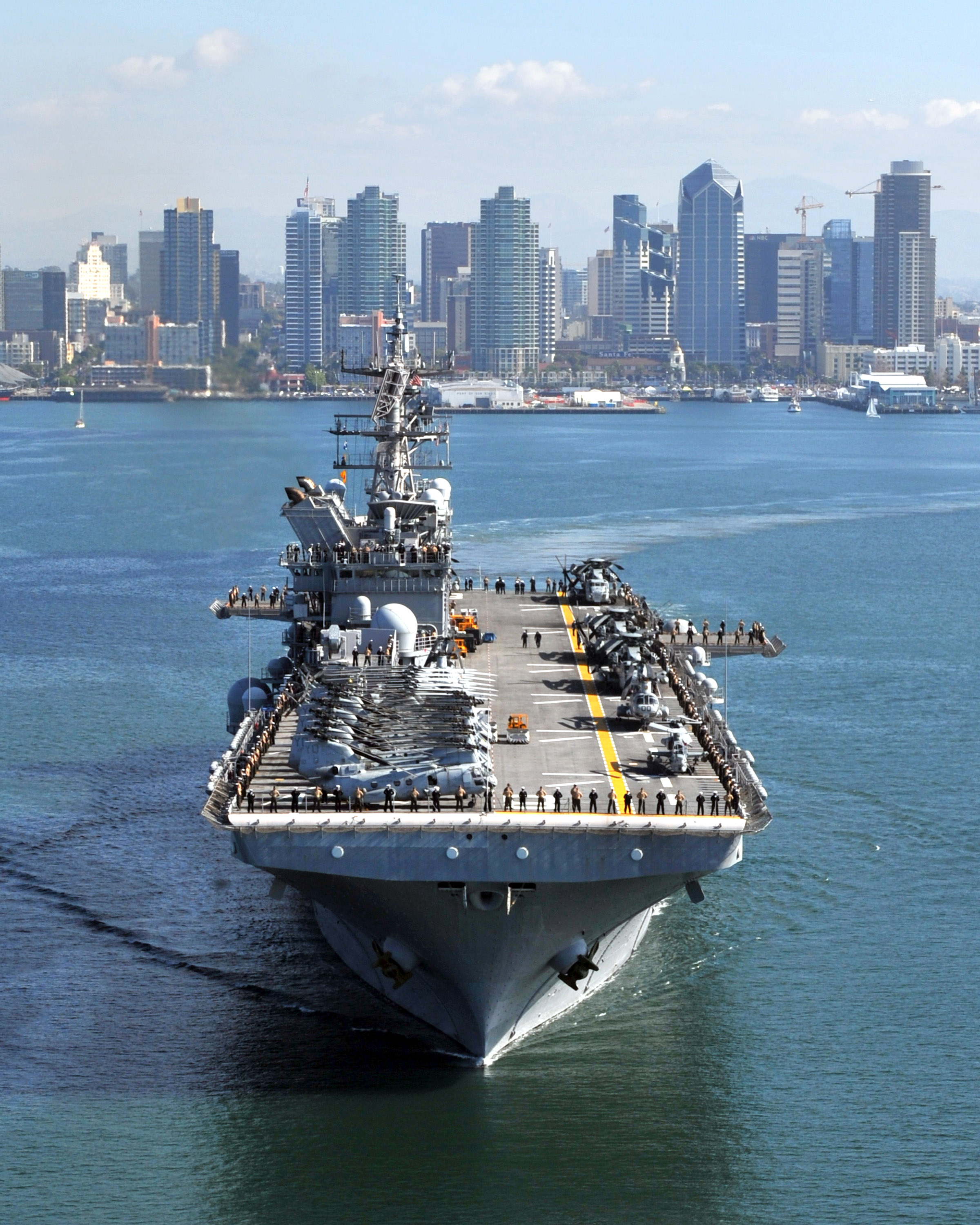
USS Makin Island navegando en el año 2011.

La misión principal del Makin Island es embarcar, desplegar, y desembarcar elementos del Cuerpo de Marines en un asalto anfibio con helicópteros, lanchas de desembarco y vehículos anfibios. La misión secundaria o convertible es el control de los mares y la proyección de poder.
El Makin Island es el octavo buque de la clase Wasp pero cuenta con avances tecnológicos notables. Algunos cambios en el diseño con respecto a los anteriores LHD incluyen: turbinas de gas, motores auxiliares totalmente eléctricos, un sistema avanzado de control de maquinaria, sistemas de protección contra incendios de agua nebulizada, y el más avanzado mando y control de sistemas y equipos de combate de la Armada. 
Las turbinas de gas en las plantas de propulsión, con todos los auxiliares eléctricos, es un programa de primera para los buques de asalto anfibio de cubierta larga y proporciona un ahorro significativo en los costos de mano de obra y mantenimiento asociados con los buques anfibios a vapor tradicionales. El buque lleva cuatro sistemas de purificación de agua de ósmosis inversa, cada uno con capacidad para procesar 50 000 litros de agua dulce por día.
Los mismos sistemas de propulsión probados en el Makin Island se utilizaran también en los buques de asalto anfibio de la clase America.

## Construcción

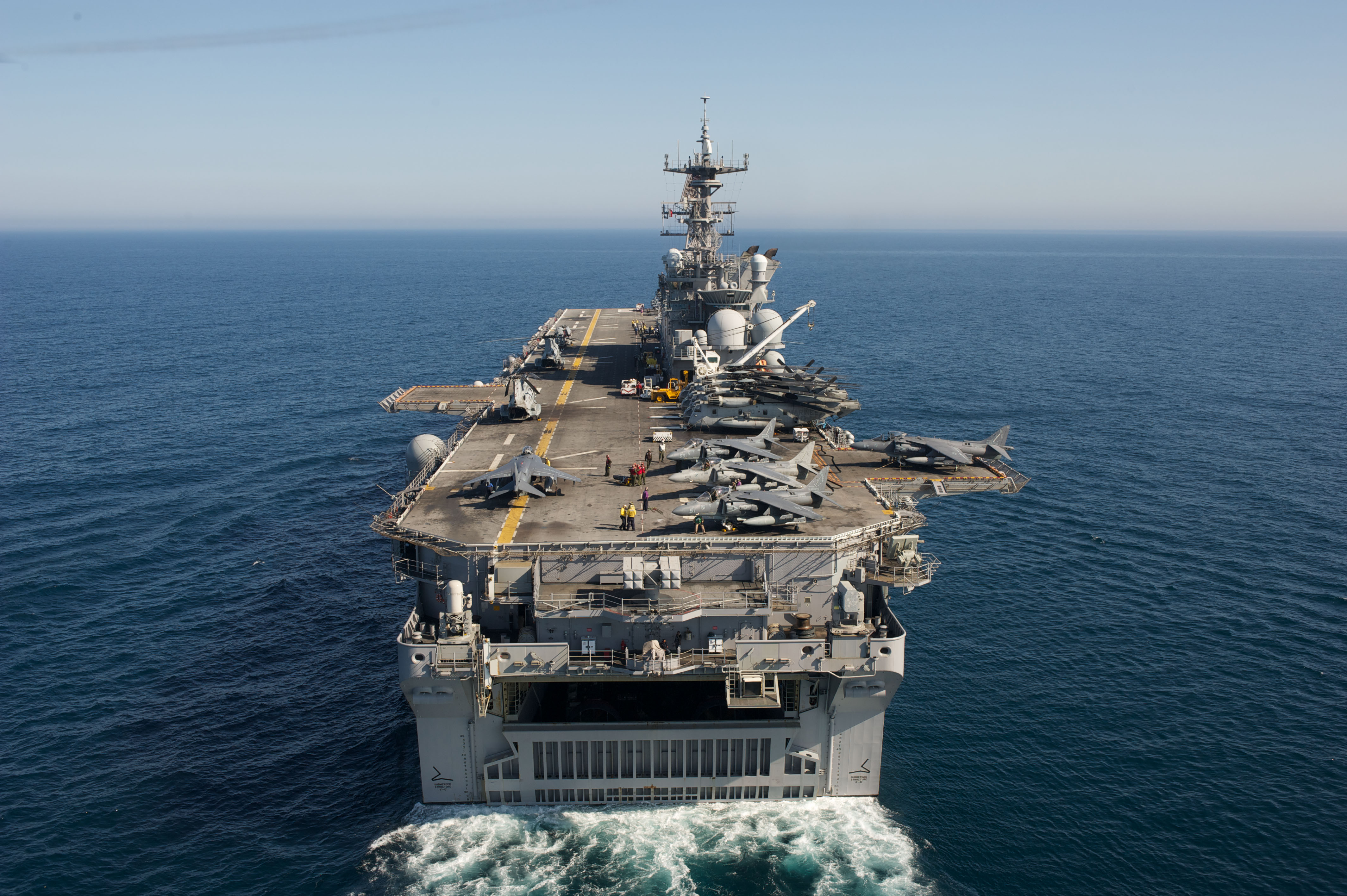
Vista trasera del USS Makin Island, año 2011.

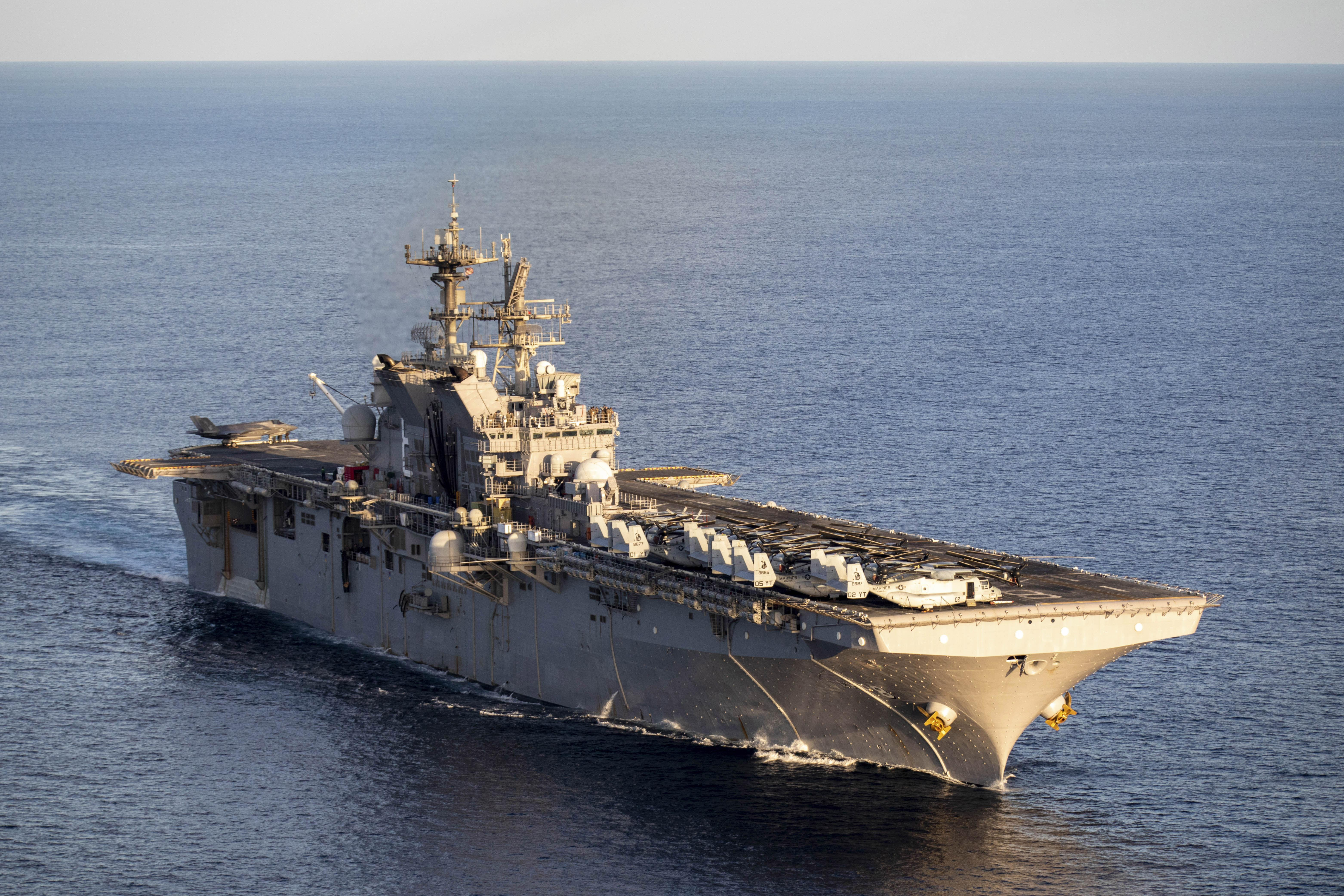
El Makin Island navegando en el año 2020.

La construcción del Makin Island fue otorgada a Ingalls Shipbuilding el 19 de abril de 2002, la quilla fue puesta en grada el 14 de febrero de 2004 en los astilleros de la empresa en Pascagoula, Misisipi. El buque fue botado el 22 de septiembre de 2006, amadrinado por la señora Silke Hagee, esposa del general Michael Hagee, Comandante del Cuerpo de Marines, en una ceremonia realizada el 19 de agosto de 2006. Tras el paso del huracán Katrina, oficiales de la Armada anunciaron que varios buques en construcción en los astilleros de Ingalls habían sido dañados por la tormenta, incluyendo el Makin Island y dos destructores clase Arleigh Burke.
La finalización del buque se retrasó debido a la reparación de un cableado incorrecto en 2008.
El Makin Island fue entregado a la Armada el 16 de abril de 2009 y fue asignado en Pascagoula, Misisipi sin ceremonias el 26 de junio de 2009 con el capitán Bob Kopas al mando.
Partió el 10 de julio de 2009 en un tránsito alrededor de América del Sur, en la que la tripulación continuó entrenando, preparándose para su llegada a San Diego. Durante el tránsito, llevó a cabo ejercicios conjuntos con las armadas de Brasil, Chile y Perú. 
Llegó a su puerto base de San Diego el 14 de septiembre de 2009. El capitán Kopas declaró en una entrevista en la radio local que el Makin Island: había ahorrado cerca de 2 millones de dólares en combustible, en comparación con un sistema de propulsión convencional, en su viaje de Misisipi alrededor de América del Sur a San Diego. 
La ceremonia oficial de puesta en servicio tuvo lugar el 24 de octubre de 2009 en la Base Aeronaval de North Island en Coronado, cerca de San Diego. Seis marines veteranos del ataque a la isla Makin participaron en la ceremonia.
El daño a un mecanismo de giro retrasó los ensayos finales del buque, de agosto a septiembre de 2010.

## Historial operativo

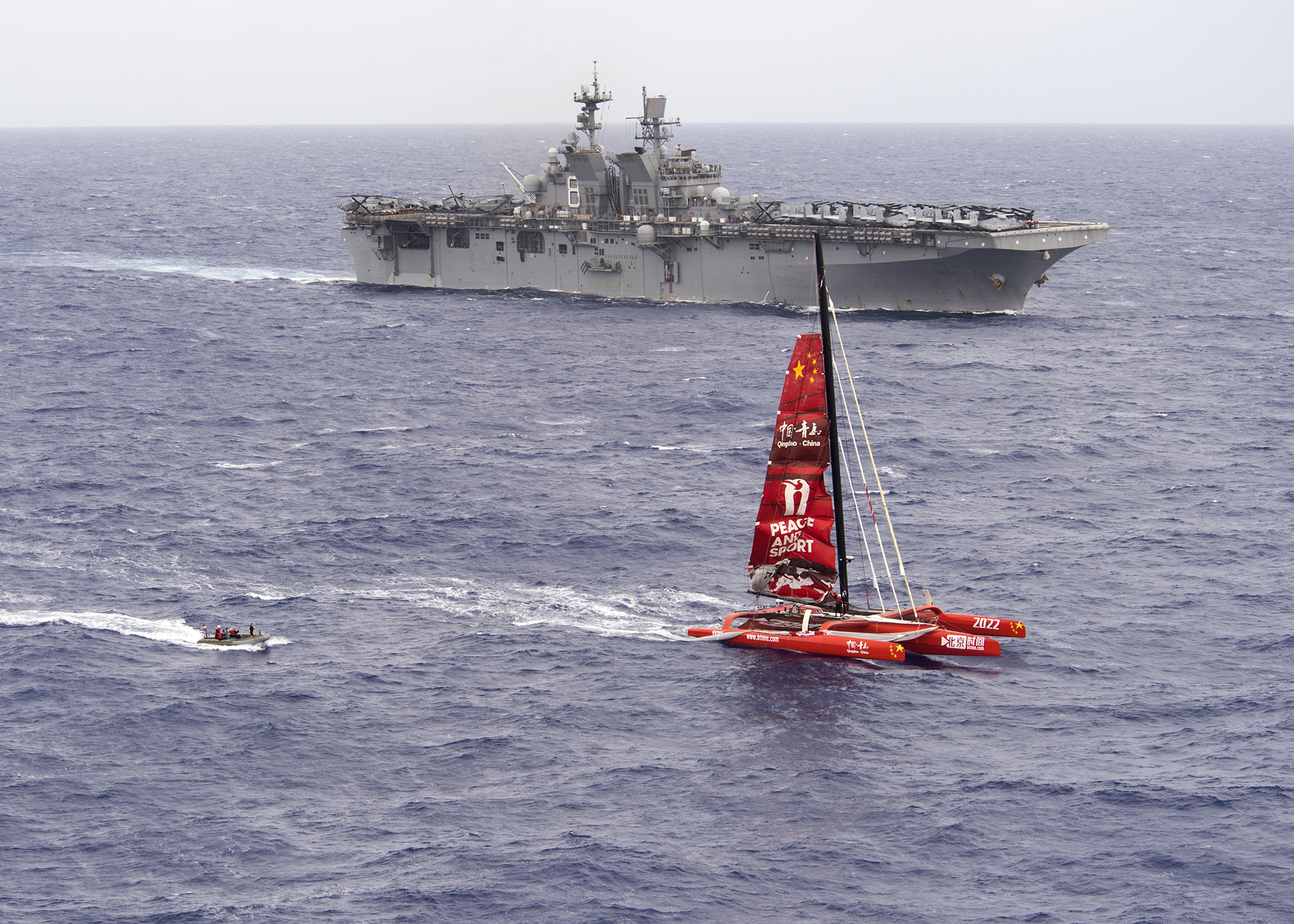
En 2016 Makin Island fue enviado para rescatar al marinero solitario a bordo del barco chino Qingdao China.

El Makin Island visitó San Francisco en octubre de 2010 como parte de las festividades de la Fleet Week de 2010 en la ciudad. Regresó en 2012.
En octubre de 2016, Makin Island fue desplegado junto con la Guardia Costera de EE. UU. para buscar al marinero chino desaparecido Guo Chuan, que intentaba batir el récord mundial de navegación en solitario desde San Francisco a Shanghái. El Makin Island llegó a su yate, Qingdao China, el 27 de octubre, pero lo encontró a la deriva sin señales del marinero, aproximadamente a 620 millas (1000 km) al noroeste de O'ahu, Hawái. Después de buscar en un área de 4.600 millas cuadradas (12.000 km2) sin localizar al marinero desaparecido, la tripulación de Makin Island recuperó sus objetos personales y abandonó el yate para su posterior rescate.